# 髙橋伸稔
髙橋 伸稔（たかはし のぶとし、1967年10月20日 - ）は、アクション監督、スタントコーディネーター、ファイトコレオグラファー。千葉県出身。

## 人物
幼少の頃より武道や格闘技を学び、全国大会、世界大会等で優秀な成績を修める。
1986年、倉田アクションクラブに所属。国際的アクションスター倉田保昭に師事。
香港アクション・殺陣・アクロバット・スタント・ワイヤーワークを学ぶと共に、海外のスタントチームとの交流により技術を高め、スタントマンとして国内外の作品に出演する。
以降、アクション指導助手を経てアクション監督となる。
2002年、倉田プロモーションを退社。
2003年よりネオ・エージェンシースタント事業部アルティメット・スタント(高家班) の代表。
2013年ジャパンアクションアワード優秀賞を受賞。
(協)日本俳優連合　アクション部会　委員

## 作品
- イタズラなKiss〜Love in TOKYO（2013年3月29日 - 7月19日、フジテレビTWO） - スタントコーディネーター

- ウルトラマンガイア（1998年毎日放送） - 擬闘